# Hypolycaena danisoides
Hypolycaena danisoides är en fjärilsart som beskrevs av De Nicéville 1897. Hypolycaena danisoides ingår i släktet Hypolycaena och familjen juvelvingar. Inga underarter finns listade i Catalogue of Life.

## Bildgalleri

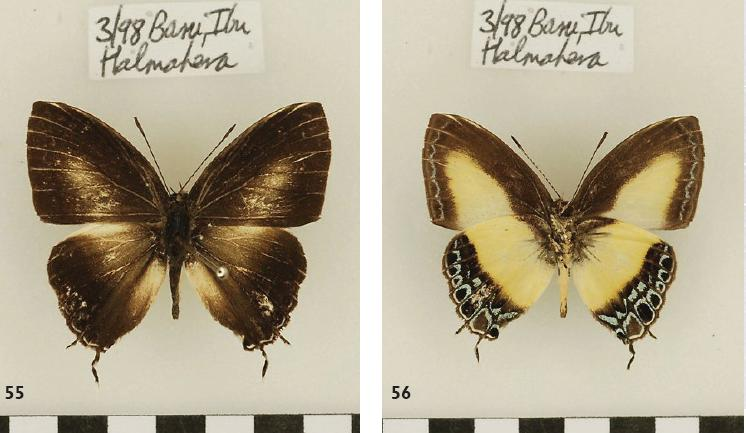
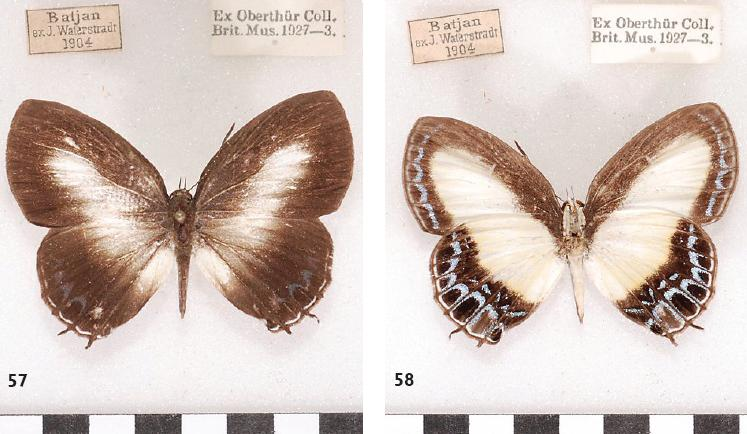
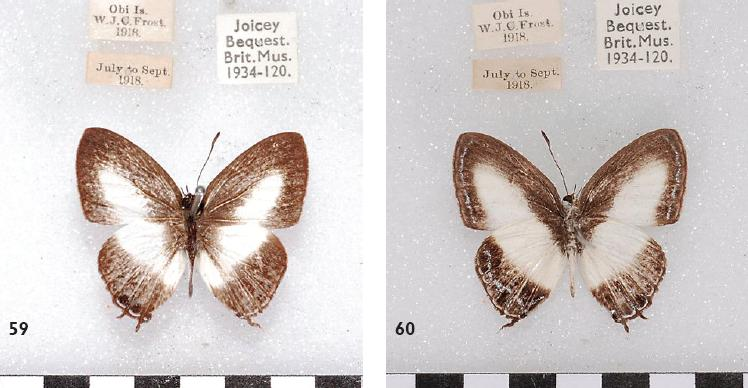
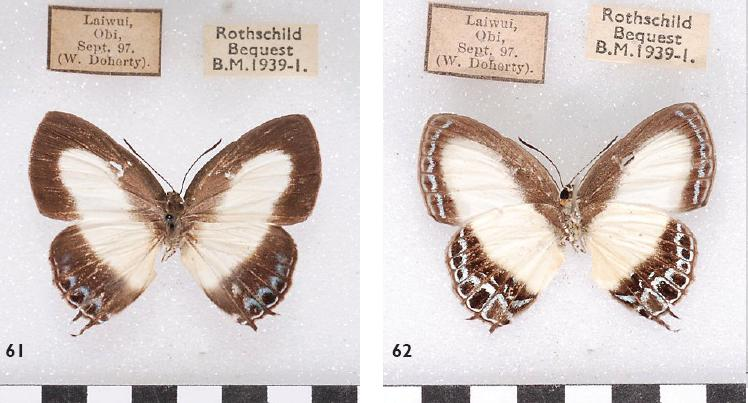
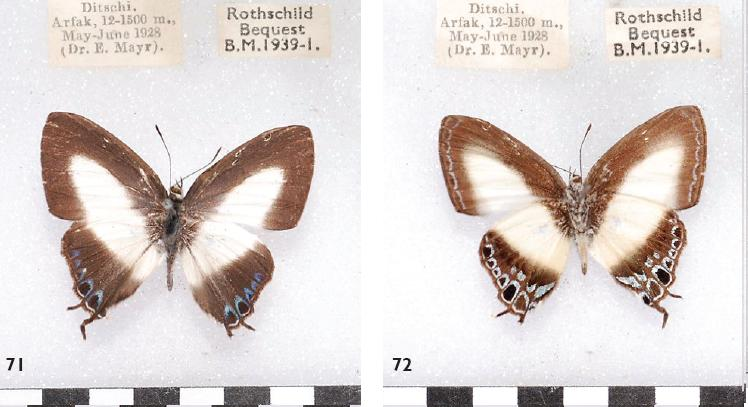
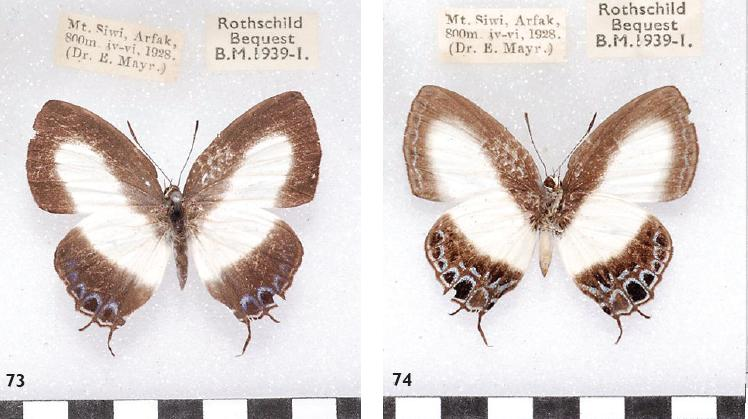